# Sint-Rochuskapel (Horn)
De Sint-Rochuskapel is een kapel in Horn in de Nederlandse gemeente Leudal. De kapel staat op de hoek van de straat Kemp met de Broekstraat in buurtschap Heugde in het noorden van het dorp.
De kapel is gewijd aan de heilige Rochus van Montpellier.

## Geschiedenis
In 1920 werden er voor het eerst plannen gemaakt om de kapel te bouwen, maar dit gebeurde echter lange tijd niet. In 1994 werd door buurtvereniging Sint Rochusput het plan opgevat om de kapel te bouwen. Op 1 september 1996 was de kapel klaar en werd ze ingezegend.

## Gebouw
De bakstenen kapel is opgetrokken op een rechthoekig grondplan en wordt gedekt door een verzonken zadeldak met leien. In de beide zijgevels zijn elk twee rondboogvensters aangebracht en onder de daklijst een muizentand. Op de hoeken van de kapel bevinden zich halfhoge overhoekse steunberen. De frontgevel en achtergevel zijn een topgevel met verbrede aanzet met op de uiteindes natuurstenen. De top van de frontgevel wordt bekroond met een toppilaster met daarop een smeedijzeren kruis op een gouden bol. In de frontgevel bevindt zich de rondboogvormige toegang van de kapel die wordt afgesloten met een sierhek. De sluitsteen van de rondboog bevat de tekst Anno 1996.
Van binnen is de kapel uitgevoerd in rode bakstenen. tegen de achterwand is met gele bakstenen een altaar gemetseld in de vorm van segmentbogen met hierop een hardstenen altaarblad waarop aan de voorzijde de tekst SINT ROCHUS is aangebracht. Boven het altaar is in gele bakstenen een rondboognis gemetseld. In de nis staat een beeld van de heilige Rochus die de bebaarde heilige toont gekleed als pelgrim met pelgrimshoed (met Jakobsschelp), pelgrimstas en in zijn linkerhand een pelgrimsstaf.